# Union chrétienne-démocrate d'Europe centrale
L'Union chrétienne-démocrate d'Europe centrale (UCDEC) était un parti politique d'Europe centrale, créé en juin 1950 qui était composé de partis politiques d'Europe de l'Est exilés, membre depuis le 23 juin 1992 du Union européenne des démocrates-chrétiens (UEDC).

## Sources
1. ↑  « Parti Populaire Européen » (consulté le 7 août 2011)